# IK Brage
Idrottsklubben Brage, cunoscut și sub numele de IK Brage sau pur și simplu Brage, este un club de fotbal suedez situat în orașul Borlänge. Clubul este afiliat la Dalarnas Fotbollförbund și își joacă meciurile de acasă pe stadionul Domnarvsvallen. Culorile clubului, care se regăsesc și pe logo-ul echipei și pe echipamentul de joc, sunt verde cu alb. Clubul poate fi văzut ca o continuare a IK Blixt, care a fost fondată la începutul anilor 1920, dar a fuzionat cu Domnarvets GoIF în 1923. Doi ani mai târziu, fuziunea a fost împărțită și IK Blixt și-a schimbat numele în IK Brage, după zeul nordic Bragi. Clubul a jucat în total 18 sezoane în Allsvenskan, care este cel mai înalt nivel al ligii de fotbal suedez. În prezent, joacă în al doilea cel mai înalt nivel fotbalistic Superettan, unde sezonul durează din aprilie până în noiembrie. IK Brage a petrecut recent și în divizia a treia numită Divizia 1 (2014–2017) și divizia a patra numită Divizia 2 între anii 2005 și 2009, dar a jucat în principal în cele două cele mai importante divizii suedeze de la înființare.

## Palmares
- Allsvenskan
  - Locul 4 : 1940, 1980, 1981
- Superettan
  - Locul 3 : 2019
- Cupa Suediei
  - Finalistă : 1980